# Jacqueline de Jong

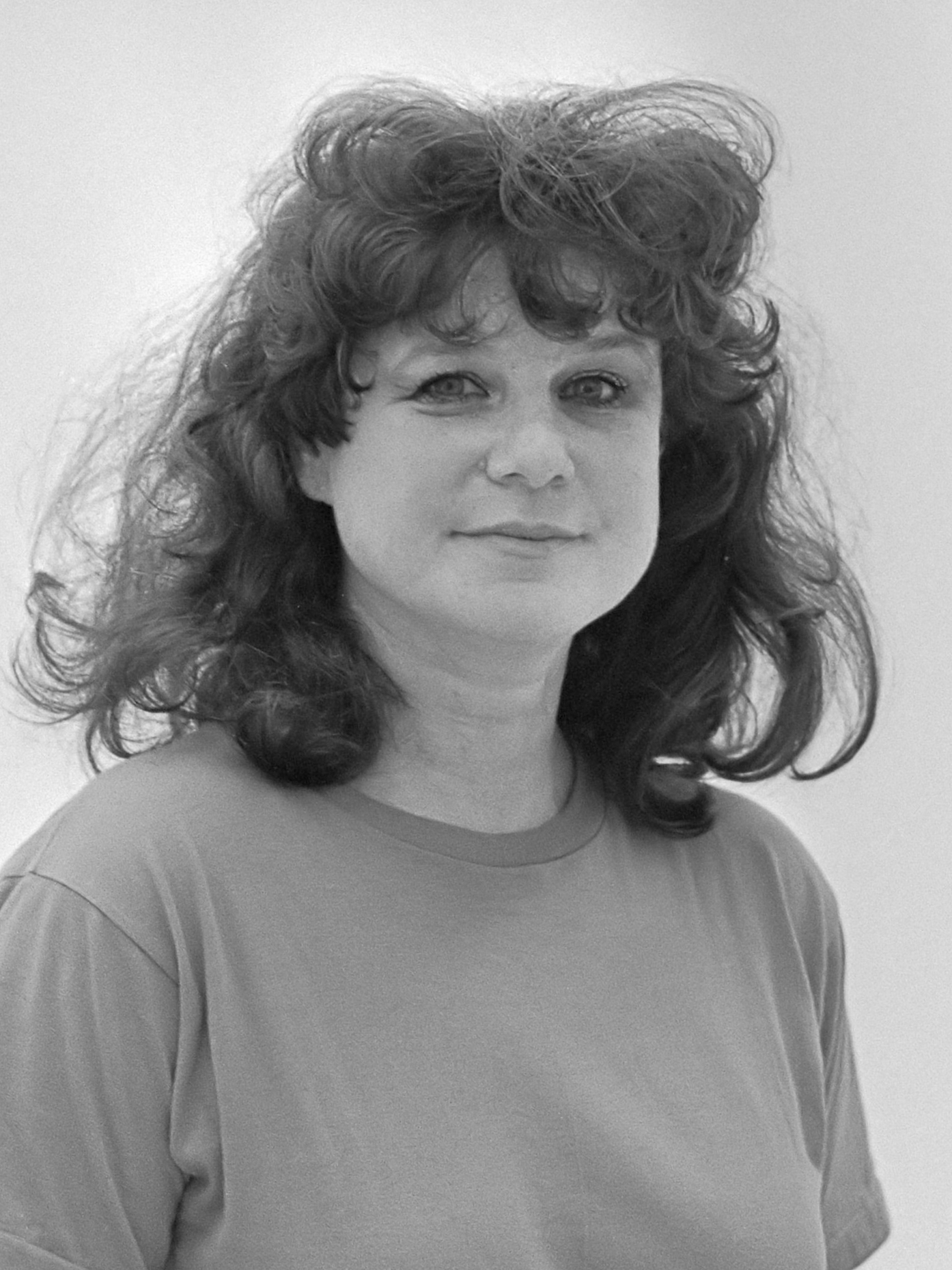
Jacqueline de Jong (1982)

Jacqueline de Jong (* 3. Februar 1939 in Hengelo, Niederlande; † 29. Juni 2024 in Amsterdam) war eine niederländische Malerin, Bildhauerin und Graphikerin.

## Leben und Werk
Sie war die Tochter jüdischer Eltern. Auf Grund der deutschen Invasion im Zweiten Weltkrieg musste die Familie sich vor den Nazis verstecken. Jacqueline de Jong und ihre Mutter versuchten, in Begleitung des niederländischen Malers Max van Dam in die Schweiz zu fliehen, wurden aber an der Grenze von der französischen Polizei aufgegriffen; sie sollten deportiert werden und wurden gerade noch rechtzeitig von der Résistance befreit.
1957 ging sie nach Paris, arbeitete zunächst bei Dior, studierte Französisch und besuchte eine Schauspielschule. 1958 ging sie nach London, wo sie an der Guildhall School of Music and Drama studierte. Nach ihrer Rückkehr nach Amsterdam arbeitete sie bis 1961 im Amsterdamer Stedelijk Museum. In Paris und London kam sie in Kontakt mit dem Maler Asger Jorn, dessen Lebensgefährtin sie nach einigen Jahren wurde. Durch Jorn und andere bekam sie Kontakt zu den Situationisten und schloss sich 1960 dieser Gruppe als Mitglied an, sie nahm an den Konferenzen teil und arbeitete im Zentral-Komitee mit. Nach dem Ausschluss von Constant Nieuwenhuys und seiner Gruppe wurde sie mit der niederländischen Sektion der Situationisten betraut. Sie akzeptierte jedoch nicht, wie die deutsche Gruppe, bekannt als SPUR, behandelt wurde, und zog sich zurück. Als die Kluft zwischen den Debordisten und der Zweiten Situationistischen Internationalen wuchs, weigerte sie sich, sich einer der Fraktionen anzuschließen und vertrat stattdessen die Position, dass man als Situationist handeln solle. Von 1962 bis 1968 gab sie die Situationist Times heraus, an der auch Gaston Bachelard, Roberto Matta, Wifredo Lam und Jacques Prévert mitarbeiteten. Bei den Mai-Unruhen 1968 druckte sie Poster und verteilte sie in Paris. Neben ihrer Tätigkeit im Rahmen der S.I. beschäftigte de Jong sich mit figurativer Malerei und Action Painting.
1970 verließ sie Paris und kehrte nach Amsterdam zurück. Sie heiratete den Galeristen Hans Brinkman und organisierte Ausstellungen und Messen. Nach ihrer Scheidung von Brinkman 1989 lebte sie mit dem Rechtsanwalt Thomas Weyland zusammen, der u. a. im Herausgebergremium des International Journal of Cultural Property (de Gruyter Berlin-New York) tätig war, und den sie 1995 in Areopoli heiratete. Beide hielten vielfach Vorträge über Autorenrechte und Copyright. 1996 erwarben sie ein Anwesen in der Bourbonnais im Zentralmassiv von Frankreich. Dort züchtete sie Gemüse und Kartoffeln, was sie dann in ihrer Kunst zur „Potatoe language“ weiter entwickelte. 2003 wurde sie damit von Jennifer Tee zu einer Ausstellung im Van Abbemuseum in Eindhoven eingeladen, danach wurde sie 2006 von Roberto Ohrt zu einer Ausstellung Baked Potatoes und 2008 bis 2011 zu einer Design-Ausstellung Pommes de Jong in Albisola eingeladen.
2003 ließ das Cobra Museum in Amstelveen ihr Werk in einer retrospektiven Ausstellung sehen, die auch vom KunstCentret Silkeborg Bad in Dänemark übernommen wurde. 2009 errichtete sie zusammen mit Thomas Weyland die Weyland De Jong Stiftung, deren Hauptziel es ist, über 50-jährige avantgardistische Künstler aus allen Disziplinen, von Architektur bis Kunstwissenschaft, zu unterstützen. Thomas Weyland starb 2009.
In den Jahren danach hielt sie weiter Vorträge und hatte 2012 eine Ausstellung im Moderna Museet in Stockholm. Ihr umfangreiches Archiv wurde 2011 von der Beinecke Rare Book and Manuscript Library, Yale University USA („The de Jong Papers“) gekauft.